# Зелене (Сумський район)
Зеле́не — село в Україні, у Річківській сільській громаді Сумського району Сумської області. Населення становить 113 осіб. До 2018 року орган місцевого самоврядування — Коршачинська сільська рада.

## Географія
Село Зелене розташоване між річкою Вир та струмком Крига. На відстані 0.5 км розташоване село Синяк.
По селу тече струмок, що пересихає із загатою.
Поруч пролягає автомобільний шлях Т 1904.

## Історія
- Село постраждало внаслідок геноциду українського народу, проведеного урядом СССР 1923—1933 та 1946–1947 роках.
- 12 червня 2020 року, відповідно до Розпорядження Кабінету Міністрів України № 723-р «Про визначення адміністративних центрів та затвердження територій територіальних громад Сумської області» увійшло до складу Річківської сільської громади.[1] 19 липня 2020 року, в результаті адміністративно-територіальної реформи та ліквідації  Білопільського району, село увійшло до складу новоутвореного Сумського району[2].

## Населення

### Мова
Розподіл населення за рідною мовою за даними :
| Мова       | Кількість | Відсоток |
| ---------- | --------- | -------- |
| українська | 103       | 91.15%   |
| російська  | 10        | 8.85%    |
| Усього     | 113       | 100%     |